# Eats, Shoots & Leaves
Eats, Shoots & Leaves: The Zero Tolerance Approach to Punctuation (zur Übersetzung siehe Abschnitt Titel) ist ein Sachbuch der Engländerin Lynne Truss, der ehemaligen Moderatorin der BBC-Radiosendung Cutting a dash – einer Radiosendung zum Thema Interpunktion (Satzzeichensetzung). In dem Buch, das im Jahre 2003 veröffentlicht wurde, beklagt Truss den Zustand der Interpunktion in Großbritannien und den USA und beschreibt, wie die Regeln in der heutigen Gesellschaft gelockert werden. Ihr Anliegen ist es, mit einer Mischung aus Humor und Erklärungen die Leser daran zu erinnern, wie wichtig die Interpunktion in der englischen Sprache ist. Ihr Buch widmet Truss „dem Gedenken an die Bolschewiki-Drucker von St. Petersburg, die 1905 für Satzzeichen die gleiche Bezahlung forderten wie für Buchstaben und damit direkt die erste russische Revolution einleiteten“.

## Überblick
Es gibt jeweils ein Kapitel über Apostrophe und Kommata, eines über Strich- und Doppelpunkte, eines über Ausrufezeichen, Fragezeichen und Anführungszeichen, Kursivdruck, Gedankenstriche, Klammern, Auslassungszeichen und Emoticons und eines über Bindestriche. Truss spricht unterschiedliche Aspekte zur Geschichte der Interpunktion an und schließt einige Anekdoten ein, die eine weitere Ebene zu ihren Erläuterungen und Grammatikregeln hinzufügen. Im letzten Kapitel des Buches legt sie dar, wie wichtig es sei, die Regeln der Interpunktion aufrechtzuerhalten, und spricht die schädigenden Auswirkungen von E-Mail und Internet auf die Interpunktion an.
Der irisch-amerikanische Schriftsteller und Autor von Die Asche meiner Mutter, Frank McCourt, verfasste das Vorwort zur US-Ausgabe von Eats, Shoots & Leaves. Darin lobte er Truss dafür, dass sie wieder Leben in die Interpunktion bringe; er beginnt mit den Worten: „Wenn Lynne Truss römisch-katholisch wäre, würde ich sie zur Heiligsprechung vorschlagen.“
Das Buch war ein großer kommerzieller Erfolg. Im Jahr 2004 wurde die US-Ausgabe zum New-York-Times-Bestseller.

## Titel
Der Titel des Buches ist ein Wortspiel. Genauer gesagt ist es eine verbale Täuschung, die durch eine mehrdeutige grammatikalische Konstruktion entsteht und die aus einem Witz über schlechte Interpunktion stammt.

“A panda walks into a café. He orders a sandwich, eats it, then draws a gun and proceeds to fire it at the other patrons.

‘Why?’ asks the confused, surviving waiter amidst the carnage, as the panda makes towards the exit. The panda produces a badly punctuated wildlife manual and tosses it over his shoulder.

‘Well, I'm a panda’, he says, at the door. ‘Look it up.’

The waiter turns to the relevant entry in the manual and, sure enough, finds an explanation. ‘Panda. Large black-and-white bear-like mammal, native to China. Eats, shoots, & leaves.’”

„Ein Panda kommt ins Café. Er bestellt ein Sandwich, isst es, zieht dann eine Waffe und eröffnet das Feuer auf die anderen Gäste.

‚Warum?‘ fragt der verwirrte Kellner, der überlebte, aus der Mitte des Blutbades, während sich der Panda auf den Weg zum Ausgang macht. Der Panda holt ein schlecht interpunktiertes Handbuch über Wildtiere hervor und wirft es über seine Schulter.

‚Nun, ich bin ein Panda‘, sagte er an der Tür. ‚Schlagen Sie es nach.‘

Der Kellner schlägt den entsprechenden Eintrag in dem Handbuch auf und findet tatsächlich eine Erklärung. ‚Panda. Großes, schwarz-weißes, Bären-ähnliches Säugetier, heimisch in China. Frisst, schießt, und geht weg.‘“

### Erläuterung
Durch fehlerhafte Interpunktion im letzten Satz (kursiv dargestellt) weicht der vom Leser zuerst erfasste Sinn des Satzes vollständig von dem ab, was der Autor eigentlich damit sagen wollte. Die eigentliche Bedeutung des Satzes wäre „Frisst Sprosse (shoots) und Blätter (leaves; Pl. von leaf)“. Durch das Einfügen eines Kommas nach dem Wort „eats“ (im Originaltext fett dargestellt) liest sich der Satz als „Frisst, schießt (‚shoots‘ als 3. Person Singular von ‚to shoot‘ – schießen) und geht weg (‚leaves‘ hier als 3. Person Singular von ‚to leave‘ – weggehen)“.

## Kritik
In einer Rezension aus dem Jahre 2004 wies Louis Menand vom Magazin The New Yorker auf etliche Interpunktionsfehler im Buch hin, u. a. einen davon in der Widmung, und schrieb: „Eine Engländerin, die Amerikanern einen Vortrag über Semikola hält, ist in etwa so wie ein Amerikaner, der den Franzosen einen Vortrag über Soßen hält. Einige von Truss’ Abweichungen von den Interpunktionsregeln sind nur britische Lässigkeit.“ Truss’ Buch ist auch auf dem bekannten Linguistik-Blog Language Log oft kritisiert und verspottet worden.
Eine Parodie von Eats, Shoots & Leaves mit dem Titel Eats, Shites & Leaves: Crap English and How to Use it (etwa „Frisst, scheißt und geht weg: Beschissenes Englisch und wie man es anwendet“) von „A. Parody“ wurde 2004 von Michael O’Meara Books Limited in Großbritannien veröffentlicht.
In The Fight for English: How language pundits ate, shot and left (OUP 2006; etwa „Der Kampf um Englisch: Wie Sprachgurus aßen, schossen und weggingen“) kritisiert der Linguist David Crystal die auf Unverständnis basierende und sehr beunruhigende Nulltoleranz gegenüber Interpunktion von Truss und anderen Befürwortern von Sprachpurismus.
Im Jahr 2006 veröffentlichte der Englischdozent Nicholas Waters sein Buch Eats, Roots & Leaves, in dem er die „Grammatikfaschisten“ kritisiert, die „die Sprache davon abhalten wollen, ins 21. Jahrhundert einzuziehen“.

## Ausgaben
- Lynne Truss: Eats, Shoots & Leaves. Profile Books, London 2003, ISBN 1-86197-612-7 (UK hardcover)
- Lynne Truss: Eats, Shoots & Leaves. Gotham Books, New York 2004, ISBN 1-59240-087-6 (US hardcover)
- Lynne Truss: Eats, Shoots & Leaves. Profile Books, London 2004, ISBN 1-86197-612-7 (Paperback, Special Indian Edition)
- Lynne Truss: Hier steht was alle suchen – Eats, Shoots and Leaves – Bärenstark in Zeichensetzung. Aus dem Englischen übertragen und ergänzt von Käthe H. Fleckenstein. Autorenhaus-Verlag, Berlin 2005, ISBN 3-932909-32-1.